# Metzi Arnulf
Metzi Arnulf vagy Szent Arnulf (582. augusztus 13. – 641. július 18.) befolyásos frank nemes, 612-től a Metzi egyházmegye püspöke. 628-ban visszavonult és 641-ben bekövetkezett haláláig a Remiremont apátságban élt.

## Élete
Arnulf 580-585 körül született. Anyja neve nem ismert, apja feltehetően Arnold. A "Vita Sancti Arnulfi" életrajzírója csak azt rögzíti, hogy frank nemesi család leszármazottja, míg egy 9. századi forrás megnevezi Arnoldot. Modern kutatások kiderítették, hogy ezeket a leszármazási dokumentumokat a 8. századtól kezdve úgy állították össze, hogy a Karolingok családfáját összekössék a Meroving-királyokkal, illetve római szenátori családokkal.
Fiatalkorában II. Theudebert austrasiai király udvarában szolgált Gundulf majordomus pártfogása alatt, illetve a Schelde folyó körüli határvidék dux-a volt, miután kitűnt adminisztratív és katonai tehetsége. Barátjával, a szintén udvari tisztviselő Romaricus-szal azt tervezték, hogy elzarándokolnak a lérinsi apátságba és szerzetesnek állnak. Időközben azonban Metz püspöki széke megüresedett és az egyik legmegfelelőbb jelölt erre a pozícióra Arnulf volt.
Theudebert halála után, 612-ben Metz püspöke lett. A király halálát követően Austrasiát Brünhilde, Theudebert nagyanyja uralta unokája, II. Sigebert nevében, és egyben a burgundi királyság régense is volt dédunokái nevében. 613-ban Arnulf szövetkezett Landeni Pipinnel, a burgundi majordomusszal, Warnacharral és más, Brünhilde uralkodásával elégedetlen austrasiai nemessel és fegyveres felkelést indítottak. A felkelés eredményeként 613-ban Siegbertet legyőzték és csatában megölték, Brünhildét elfogták, megkínozták és kivégezték, míg a frank királyságokat II. Chlothar neustriai király uralma alatt egyesítették.
Chlothar 623-ban megtette fiát, I. Dagobertet Austrasia királyává, aki Arnulf és Pipin támogatásával uralkodott. 624-ben Arnulf belekeveredett Chrodoald meggyilkolásába, aki a rivális Agilolfing-család tagja és Dagobert egyik pártfogoltja volt. 625-ben részt vett a frank birodalom püspökeinek reimsi tanácskozásán és még ebben az évben közvetített Dagobert és Chlothar között.
626-ban elérte, hogy helyére kinevezzék utódát és 628-ban visszavonult a Vogézekbe, hogy teljesítse egy korábbi esküjét, amiben megfogadta, hogy szerzetesként fejezi be életét. Két barátjával, Romaric-kal és Amatus-szal, megalapították a Remiremont apátságot, ahol Arnulf hátralevő éveit töltötte 641-ben bekövetkezett haláláig.
Először az apátságban temették el, majd utóda, Goeric püspök kezdeményezésére maradványait a róla elnevezett Szent Arnulf-bazilikában temették újra.

## Családja és leszármazottai
Kb. 610 körül megnősült, felesége Doda. A házasságból
három gyermek ismert:
- Clodulf (610 - 697. május 8.)[9][10] 657-ben Metz püspökévé választották. A metzi püspökök listája szerint a 32. püspök volt és ezt a pozíciót 40 évig és 20 napig töltötte be.[11] Felesége Childa vagy Hilda,[12] akitől két gyermeke ismert:
  - Aunulf (? - 714. december 16. előtt) csak I. Ottó német-római császár egyik okleveléből ismert, amelyben egy olyan birtok adományozását hagyta jóvá, amely korábban Clodulf, majd Aunulf tulajdona volt.[13]
  - Martin (? - ?). Létezésére csak egy 9. századdban készített családfa utal, amely mint Clodulf fiát és Arnulf unokáját említi,[14] és állítólag megölte Ebroin neustriai majordomust. Egy 653-ra datált birtokadományozási dokumentumban szintén feltűnik a neve,[15] de  az oklevél valódisága kétséges.
- Ansegisel (612 - 662)[9][16] Életéről kevés információ maradt fenn, de azt lehet tudni, hogy 662-ben egy bizonyos Gundoen gyilkolta meg. Felesége 643-44-től Begga, Landeni Pipin majordomus lánya.[17] Begga 691-ben Namur közelében a nivelles-i apácákkal együtt megalapította az andenne-i kolostort. Két gyermekük született:
  - Pipin (645 - 714. december 16., Jupille, Liege közelében)[18] A 687, júniusában Tertry mellett vívott csatában legyőzte ellenfeleit és 688-tól Austrasia majordomusa II. vagy Herstali Pipin néven.
  - Chrothechildis vagy Rotilde (? - 692 után). Feltehetően I. Theuderich neustriai király felesége volt.,[19] mindenesetre neve szerepel Theuderich utódának, Clovisnak a családfájában.[20] A király sírfeliratán egy másik név, Doda szerepel, amely feltehetően azonos személyre utalt.[21]
- Walchisus (? - ?). Csak a Karolingok leszármazását megörökítő egyik dokumentumban szerepel a neve.[22] Egy másik korabeli dokumentum szerint Herstali Pipin unokatestvére volt.[23] Egyetlen utóda ismert:
  - Wandregisel (? - 665. április 21.)[24] a fontanelle-i apátság alapítója és első apátja.[25]